# Gryllotalpa brachyptera
Gryllotalpa brachyptera é um grilo toupeira, nativo a Austrália (Nova Gales do Sul e Sydney).

## leitura adicional
- Tindale, N.B. (1928). Australasian mole-crickets of the family Gryllotalpidae (Orthoptera).